# Campionato neozelandese di rugby a 13
La Bartercard Premiership era il massimo campionato europeo di rugby a 13 per club in Nuova Zelanda. È stato sostituito dal 2010 dalla National Zonal Competition diventata in seguito National Competition.